# Tomoi
Tomoi — манґа, написана та проілюстрована Вакуні Акісато. Спочатку вона була опублікована в двох частинах, відповідно під назвами Nemureru Mori no Binan (яп. 眠れる森の美男, досл. «Хлопчик-спляча красуня») і Tomoi, у журналі манґи Petit Flower з 1985 по 1986 рік. Дія серіалу розгортається на початку 1980-х років у контексті епідемії ВІЛ/СНІДу в Нью-Йорку та розповідає про життя японського лікаря Хісацугу Томої, який живе в Нью-Йорку. Серіал є першим японським літературним твором у будь-якому середовищі, що зображує ВІЛ/СНІД, і критики відзначають його вплив на жанр яой-манґи.

## Сюжет
Хісацуґу Томої не підкоряється бажанню батька перебрати на себе сімейний бізнес, щоб стати лікарем, і в 1982 році залишає рідну Японію, щоб закінчити ординатуру в лікарні в Нью-Йорку. Він усвідомлює свою гомосексуальність, занурившись у гей-культуру міста, і починає стосунки з Річардом Штайном, розпусним німецьким лікарем. До лікарні починає надходити все більше пацієнтів-геїв з невідомою хворобою, яку згодом діагностують як СНІД. Після того, як один з колишніх коханців Штайна помирає від вірусу, він розриває стосунки з Томої і повертається до Німеччини.
Томої їде додому до Японії, де не піддається тиску батьків, які наполягають на шлюбі за домовленістю, і отримує відмову від друга дитинства, якого він безуспішно намагається спокусити. Він повертається до Нью-Йорка та починає стосунки з Марвіном Вільямсом, добрим лікарем-офтальмологом, який хворий на СНІД, і з яким він зрештою одружується на церемонії заручин. Злісна колишня дружина Вільямса відмовляється надати йому офіційне розлучення, і коли вона пізніше намагається вбити Томої, вистріливши в нього, Марвін стрибає на лінію вогню і гине від пострілу. Розбитий горем Томої їде до Афганістану, щоб стати добровольцем-бойовим медиком моджахедів під час радянсько-афганської війни, де він зрештою гине під час авіаудару.

## Тематика та аналіз
Манґа привернула увагу науковців як репрезентативний приклад тематичної глибини сьодзьо (манґи для дівчат) та її здатності залучати політичні теми. Критик манґи Фредерік Л. Шодт у своїй книзі критики Dreamland Japan 1996 року зазначає, що історія про геїв та кризу СНІДу, опублікована в журналі, орієнтованому на жінок, а не на чоловіків, «не така вже й дивна, як може здатися, зважаючи на давню традицію мильних оперних історій для дівчат, які романтизують гей-кохання, особливо в закордонних умовах». Привабливість романтичної манґи про гомосексуальні відносини (її також називають яой, сьонен-ай або «хлопчаче кохання») для аудиторії сьодзьо-манґи пов'язана з недостатньою репрезентацією жіночої сексуальності в японській поп-культурі, а також із соціальним тиском, спрямованим проти проявів жіночої японської сексуальності.
Дослідник манґи Фусамі Огі зазначає, що хоча Томої і чоловік, він втілює риси, типові для героя сьодзьо-манґи через атрибути характеру, які «підкреслюють його жіночність і пасивність», такі як його прагнення доленого роману з фігурою, схожою на Прекрасного принца, і його початкову загальну необізнаність про СНІД. В останньому випадку Огі стверджує, що необізнаність Томої щодо СНІДу відображає незнання широкої громадськості 1980-х років — Tomoi було написано та опубліковано в той час, коли в Японії було мало поінформованості про вірус, а країна повідомила про свій перший випадок СНІДу в 1985 році, того самого року, коли Tomoi розпочав серіалізацію.

## Сприйняття і спадщина

### Критичні відгуки
Фредерік Л. Шодт високо оцінює написання Акісато, стверджуючи, що хоча прямий опис сюжету серіалу «робить [Tomoi] депресивним, мелодраматичним і навіть відверто банальним», автор «ніжно ілюструє» історію і «включає багато гумору». Шодт висловлює особливу похвалу за «невигадане та делікатне» зображення Акісато життя геїв, а також за те, як вона «спритно вплітає» інформацію про СНІД в історію. Дослідник манґи Вім Лансінг так само відзначає «правдоподібне та реалістичне» трактування життя геїв, «за винятком досить надуманого кінця».

### Вплив
Tomoi містить перше зображення ВІЛ/СНІДу в будь-якому літературному середовищі Японії.
Крім того, ця серія стала значним зрушенням для чоловічої романтичної манґи від мелодрам і шкільних романів, які раніше визначали жанр, до нових форм вираження сюжету, обстановки, настрою та персонажів. Твори почали зображувати старших героїв, переходячи від «гарних хлопців» (бісьонен) до чоловіків загалом, включаючи «гарних юнаків» (бісейнен) і «гарних чоловіків» (бінан). Жанр також почав зображувати секс більш графічно, на противагу романтизованим сексуальним сценам 1970-х і початку 1980-х років. Манґа про роман між чоловіками також почала тяжіти до реалізму як у сюжеті, так і в обстановці, переходячи від романтизованих історичних та фентезійних сюжетів до неідеалізованих сучасних, або ж таких, що були знайомі сучасній японській аудиторії.